# Thomas J. Herbert

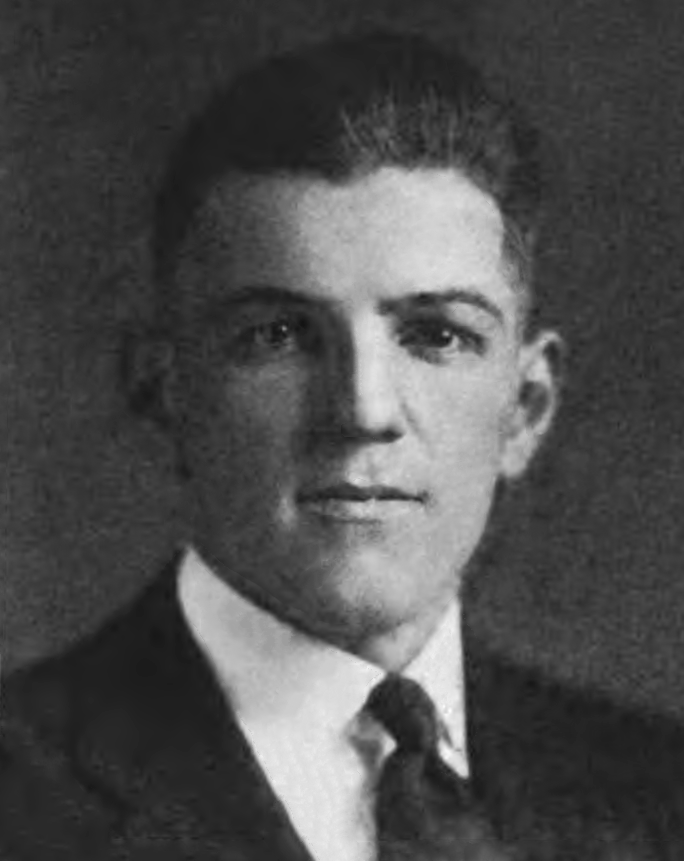
Thomas J. Herbert, 1921.

Thomas James Herbert, född 28 oktober 1894 i Cleveland, Ohio, död 26 oktober 1974, var en amerikansk republikansk politiker och jurist. Han var den 56:e guvernören i delstaten Ohio 1947-1949.
Herbert deltog i första världskriget i USA:s flygvapen. Han gifte sig 1919 med Jeannette Judson. Hustrun avled 1945 och Herbert gifte om sig 1948 med Mildred Stevenson.
Herbert avlade 1920 juristexamen vid Western Reserve University. Han var delstatens justitieminister (Ohio Attorney General) 1939-1945.
Herbert besegrade ämbetsinnehavaren Frank J. Lausche i guvernörsvalet 1946. Han kandiderade 1948 till omval men förlorade det valet mot Lausche. Herbert tjänstgjorde som domare i Ohios högsta domstol 1957-1963.
Herbert var metodist. Hans grav finns på Lake View Cemetery i Cleveland.